# Johannes VIII
För den bysantinske kejsaren, se Johannes VIII Palaiologos. För motpåven, se Johannes VIII (motpåve).
Johannes VIII, född i Rom, död 16 december 882, var påve från 14 december 872 till sin död tio år senare, den 16 december 882.

## Biografi
Johannes var romare och son till en man vid namn Gundo. Mellan 853 och 869 framträder Johannes i de historiska handlingarna som ärkediakon inom romerska kyrkan, ett ämbete han hade när han den 14 december 872 valdes till påve; detta skedde dock i stark opposition från Formosus och den striden skulle vara under hela pontifikatet.
Som påve strävade Johannes efter att fullfölja Nicolaus I:s storstilade kyrkopolitik. Skicklig finansman, administratör och diplomat samt föga nogräknad om medlen, sökte han befria Italien från de muslimska saracenerna samt göra påven till Italiens och kejsardömets härskare. Det förra syftet sökte han nå med kejsar Ludvig II:s hjälp, men han lyckades inte bilda något varaktigt förbund mot saracenerna, som år 840 hade betydande kolonier i södra Italien och därför utgjorde ett hot mot kristendomen; mot slutet av sitt pontifikat nödgades han till och med betala dem en betydande tribut. 
Efter Ludvigs död den 12 oktober 875 krönte han den 25 december 875 Karl den skallige till kejsare, men försöken att återställa en karolingisk universalmonarki misslyckades, och den avsedda hjälpen mot saracenerna uteblev. Efter kejsar Karls död den 13 oktober 877 öppnade Johannes underhandlingar med Karloman, vars anhängare belägrade Johannes i Rom år 878, men trädde senare i förbindelse med greve Boso av Provence, vilken han förespeglade kungakronan. Dessa planer misslyckades emellertid, och redan i augusti 879 erkände han Karl den tjocke som kung av Italien och krönte honom senare (före den 9 februari 881) till kejsare. Men inte heller hos honom fann Johannes den väntade hjälpen mot saracenerna. 
Methodius hade insatts som ärkebiskop av Mähren av påve Hadrianus II, och Johannes stödde honom i hans strid mot det bayerska episkopatet och hans fortsatta kristnande av slaverna. Hadrianus hade medgivit att Methodius använde slaviska språk i liturgin, vilket misshagade de tyska regenterna, men Johannes lät det fortgå efter att ha prövat Methodius tro. I avseende på bulgarerna fullföljde han sina företrädares politik, att söka inlemma deras församlingar, som lydde under patriarken av Konstantinopel, i den romerska kyrkans jurisdiktion. För att vinna den bysantinske kejsar Basileios I:s hjälp mot saracenerna förklarade han sig villig att, under vissa betingelser, erkänna den avsatte patriarken Fotios, och gav år 880, efter att Ignatius avlidit, detta sitt erkännande, men de krävda betingelserna uppfylldes inte. Att Johannes senare övergivit denna politik och återigen bannlyst Fotios, berättar yngre källor. 
Johannes skulle, enligt dubiösa uppgifter från ett kloster i Fulda, ha fallit offer för en sammansvärjning bland sina närmaste: först sökte man röja honom ur vägen med gift; då detta inte verkade tillräckligt fort, slogs han med hammarslag på huvudet, men överlevde också detta, tills han i skräck över hatet som riktades mot honom föll ner, död. Denna historia, som också anger ett annat dödsdatum än det vedertagna, är inte accepterad av de flesta historiker.

### Webbkällor
- Artikeln innehåller översatt material från Catholic Encyclopedia, Volume VIII (1910)
- Johannes VIII i Nordisk familjebok (andra upplagan, 1910)